# Esad-beg Kulović
Esad-beg Kulović (Sarajevo, 1859. – 14. studenoga 1910.), bosanskohercegovački dužnosnik i političar iz begovske obitelji Kulovića. Studirao je u Carigradu i Švicarskoj. Bio je vođa Samostalne muslimanske stranke. Imao je posjed od 140.000 duluma te neko vrijeme bio gradonačelnik Sarajeva. Supruga Rašide-hanuma, rodom je bila iz Gradačca, iz znamenite porodice Gradaščevića, a njena tetka Tahir-hanuma bila je od Tuzlića, koja joj je ostavila poklon imanje na Malinama, i kuće u Tuzli. Otac državnog tajnika u NDH Sead-bega Kulovića. Kulovićeva obitelj je stara janjičarska obitelj. Esadov otac bio je sin jedina sarajevskog kadije Sulejmana Ruždije Kulovića, prema kome se zvala ulica u Sarajevu tijekom osmanske vlasti. Kulović je odrastao u četvrti koja je nosila očevo ime i gdje je poslije sagradio veliku kuću.
Govorio je turski, arapski, perzijski i francuski jezik. Na prvim izborima 1884. godine izabran je za općinskog zastupnika, a od 1905. gradonačelnik je Sarajeva, naslijedivši Nezira Škaljića. Bio je 4. gradonačelnik Sarajeva. Mandat mu je trajao i tijekom Aneksijske krize sve do 1910. godine. Kulović je trebao imati i treći gradonačelnički mandat, jer je na izborima 1910. dobio nadmoćnu većinu, ali je odbio mjesto te je položaj prepušteno 24-godišnjem Fehimu Čurčiću. Godine 1914. godine Mehmed Spaho izabran je u Gradsko vijeće Sarajeva, nakon što se Esad-beg Kulović, Spahin politički suradnik i prijatelj povukao s te dužnosti.